# Remington (Indiana)
Remington è un comune degli Stati Uniti d'America, situato nello Stato dell'Indiana, nella contea di Jasper.